# Cordylanthus wrightii
Cordylanthus wrightii är en snyltrotsväxtart som beskrevs av Samuel Frederick Gray. Cordylanthus wrightii ingår i släktet Cordylanthus och familjen snyltrotsväxter.

## Underarter
Arten delas in i följande underarter:
- C. w. kaibabensis
- C. w. tenuifolius
- C. w. wrightii